# Sebastes nigrocinctus
Sebastes nigrocinctus är en fiskart som beskrevs av Ayres, 1859. Sebastes nigrocinctus ingår i släktet Sebastes och familjen kungsfiskar. Inga underarter finns listade i Catalogue of Life.